# عبد الحميد أبو زيد (قرية)
قرية عبد الحميد أبو زيد هي إحدى القرى التابعة لمركز بدر في محافظة البحيرة في جمهورية مصر العربية.

## سبب التسمية
تم إطلاق اسم الشهيد الطيار عبد الحميد أبو زيد المتوفي في حرب فلسطين 1948 على القرية تخليداُ لإسمه.

## عدد السكان
حسب إحصاءات سنة 2006، بلغ إجمالي السكان في عبد الحميد أبو زيد 1914 نسمة، منهم 1030 رجل و884 امرأة.